# Purusza
Purusza (dewanagari पुरुष, ang. Purusha):
1. W hinduizmie ten, kto kontroluje i raduje się prakryti (naturą), czyli inaczej Iśwara – znawca, który kontroluje zarówno naturę materialną, Maję, jak i duszę indywidualną Dźiwę oraz panuje nad nimi.
Nie należy mylić tych trzech kategorii, różnych pod względem możliwości. Materialny świat, który jest polem działania, jest naturą; korzystającą z tej natury (radującą się nią) jest żywa istota (dusza), a ponad nimi dwiema jest najwyższy kontroler, Wisznu – Bóg.
Pokrewne terminy: Parampurusza, Puruszottama, Purusza Awatar.
2. W mitologii indyjskiej pierwszy człowiek zrodzony przez Brahmę lub Wiradź, później identyfikowany z Pradźpatim, brahmanem, atmanem, życiem.
Z jego gigantycznego, tysiącgłowego ciała powstać miał świat i społeczeństwo. Z głowy niebo, z nóg ziemia, z uszu strony świata, pępka – przestrzeń powietrzna, z oczu Słońce, z ducha Księżyc, wiatr z oddechu. Poszczególne warny również wywodzi się z części ciała Puruszy – braminów z ust, wojowników z ramion, chłopów z bioder i śudrów ze stóp.